# Pseudoviviania platypoda
Pseudoviviania platypoda là một loài ruồi trong họ Tachinidae.